# Galaxy Song
Galaxy Song è una canzone dei Monty Python cantata da Eric Idle nel film Monty Python - Il senso della vita. La si può sentire intorno alla metà del film, quando Idle esce fuori da un frigorifero e inizia a cantare. I versi includono anche dei dati astronomici.

## Precisione dei calcoli citati nel brano
Eric Idle canta che la Terra ruota a "900 miglia all'ora"; l'attuale velocità (all'equatore) è di 1038. Dice inoltre che la velocità dell'orbita della Terra è di 19 miglia (31 km) al secondo, mentre la vera cifra è tra 18 e 18,5.
Afferma che il Sole è "la fonte di tutta la nostra energia". In realtà, l'energia geotermica non deriva dal Sole e l'energia delle maree deriva dalla Luna. Attualmente inoltre l'umanità usa in gran quantità carburante fossile.
Le cifre usate per descrivere la Via Lattea sono approssimativamente corrette. Viene valutata al ribasso la velocità con cui il Sole orbita intorno al "punto centrale della galassia", ma offre una buona approssimazione del tempo totale.

## Tracce
1. Galaxy Song – 2:41
2. Every Sperm Is Sacred – 4:34